# Schloss Gutmaning

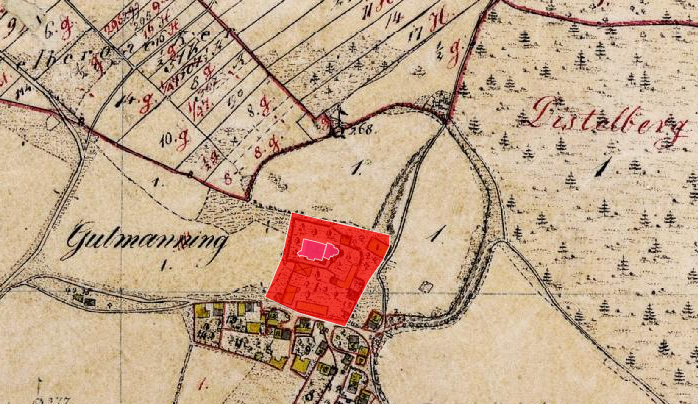
Lageplan von Schloss Gutmaning auf dem Urkataster von Bayern

Das Schloss Gutmaning ist ein denkmalgeschütztes Gebäude im Gemeindeteil Gutmaning der oberpfälzischen Stadt Cham im Landkreis Cham von Bayern (Gutmaning 37 und 37a). Es liegt auf einem spornartigen Ausläufer am Hang des Distelberges inmitten eines Parks auf ca. 410 m ü. NHN. Die Anlage ist unter der Aktennummer D-3-72-116-94 als Baudenkmal verzeichnet. „Archäologische Befunde im Bereich des frühneuzeitlichen Schlosses von Gutmaning, zuvor mittelalterliche Burg“ werden zudem als Bodendenkmal unter der Aktennummer D-3-6842-0031 geführt.

## Geschichte
Gutmaning erscheint urkundlich erstmals 1345 in einer Urkunde des Heinreich der Ramsperigaer von Gütmaering. 1391 nennt sich ein Michael der Götlingär (Götlinger) nach Gutmaning; im Besitz dieses Rittergeschlechts blieb das Gut bis in das frühe 16. Jahrhundert. Nur am Anfang des 15. Jahrhunderts nennt sich Ulrich der Püdensdorfer nach Gutmaning. 1503 ist in der Landtafel aber ein Balthasar Götlinger eingetragen. Auf dem Heiratsweg kam die Hofmark dann in die Hand der Nußdorfer. 1540 tritt hier ein Michael von Gleißenthal auf Zandt, der sich mit Magdalena von Nußdorf verheiratet hatte und so die Nachfolge antrat.
Als Folge der Reformation treten 1622 die Schrenck von Notzing als Inhaber auf. Die früheren Besitzer, die Herren von Gleißenthal, dürften ihrer Religion wegen außer Landes gegangen sein. Im Zuge des Dreißigjährigen Krieges kehrten sie aber 1633 im Gefolge der Schweden wieder zurück. 1636 ist Hans Christoph von Berliching als Besitzer der Hofmark eingetragen. 1640 geht der Besitz auf dem Kaufweg an Hans Ludwig Wöhrner von Gossersdorf über, der es bereits 1645 wieder an Johann Jakob Schrenck von Notzing veräußert. 1650 wird Georg Christoph von Gleißenthal in seinen früheren Besitz eingesetzt, übergibt aber Gutmaning bereits 1656 wieder an die Schrenck von Notzing. Auf Schloss Gutmaning wird am 25. Juli 1714 Franz Xaver Schrenck von Notzing geboren († 1772 in Hogezand in den Niederlanden), der Gründer der norddeutschen Linie der Schrenck von Notzing.
Zu den Pertinenzen von Gutmaning gehörte neben der Ortschaft Gutmaning auch Ried am Sand (heute ein Ortsteil der Stadt Cham). 1820 genehmigte das Innenministerium die Errichtung eines Patrimonialgerichts II. Klasse der Schrenck von Notzing. Im Zuge der allgemeinen Justizreform verzichteten die Schrenck von Notzing 1848 auf ihre Gerichtsbarkeitsrechte. Bis 1873 blieb diese Familie im Besitz des Schlosses, dann kamen neue Besitzer.

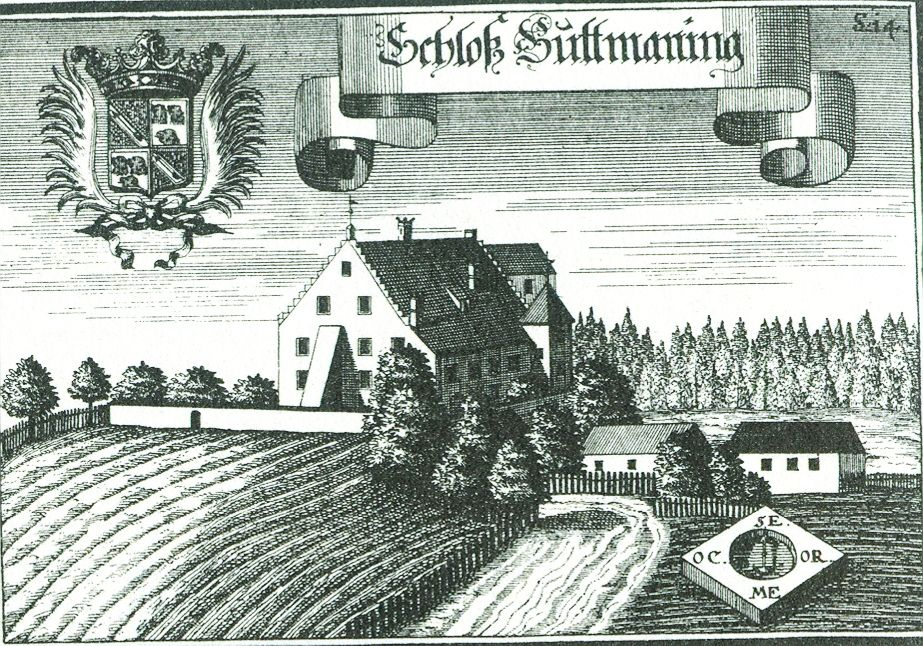
Schloss Gutmaning nach einem Stich von Michael Wening von 1721

## Schloss Gutmaning einst und jetzt
Nach dem Stich von Michael Wening von 1721 war Gutmaning ein zweistöckiger Bau mit einem Treppengiebel und einem hohen Frackdach. Ein mit einem Spitzdach gedeckter Eckturm befindet sich an der südöstlich gelegenen Ecke. Dahinter sind noch ein Anbau und auf der Vorderseite ein starker Stützpfeiler zu erkennen. Die Anlage ist von einer niedrigen Mauer umschlossen.
Heute ist das Schloss ein dreigeschossiger und traufständiger abgewalmter Satteldachbau mit einem Eckturm. Dieser besitzt einen zinnengekrönten Erker und eine Altane. Der Bau ist im Kern gotisch, wurde aber mehrfach erneuert, u. a. im Jahre 1887, dabei wurde die Anlage historisierend überformt. Die Umfassungsmauer ist weiterhin vorhanden.
Die neben dem Schloss sich befindliche Schlosskapelle Mariä Opferung ist ein Saalbau mit eingezogener Apsis, einem Frackdach und einem Dachreiter mit einem Spitzdach. Die Kapelle stammt von 1674. Bauherr war Johann Jakob Schrenck, der auch Pfleger der Stadt und Grafschaft Cham war. Nach einer Renovierung im Jahre 1977 befindet sich die Gesamtanlage in einem sehr guten Zustand.
Das Schloss ist in Privatbesitz und kann nicht besichtigt werden.